# Agaricus pampeanus
Agaricus pampeanus är en svampart som beskrevs av Speg. 1880. Agaricus pampeanus ingår i släktet champinjoner och familjen Agaricaceae.  Arten är reproducerande i Sverige. Inga underarter finns listade i Catalogue of Life.